# Občina Videm
Občina Videm je jednou z 212 občin ve Slovinsku. Nachází se v Podrávském regionu na území historického Dolního Štýrska. Občinu tvoří 30 sídel, její rozloha je 80,0 km² a k 1. lednu 2017 zde žilo 5 523 obyvatel. Správním střediskem občiny je vesnice Videm pri Ptuju..

## Členění občiny
Občina se dělí na sídla: Barislovci, Belavšek, Berinjak, Dolena, Dravci, Dravinjski Vrh, Gradišče, Jurovci, Lancova vas, Ljubstava, Majski Vrh, Mala Varnica, Pobrežje, Popovci, Repišče, Sela, Skorišnjak, Soviče, Spodnji Leskovec, Strmec pri Leskovcu, Šturmovci, Trdobojci, Trnovec, Tržec, Vareja, Velika Varnica, Veliki Okič, Videm pri Ptuju, Zgornja Pristava, Zgornji Leskovec.

## Sousední občiny
Sousedními občinami jsou: Hajdina na severu, Markovci na severovýchodě, Cirkulane na východě, Žetale na jihozápadě, Podlehnik a Majšperk a Kidričevo na západě. Na jihu sousedí s Chorvatskem.